# U1 (ドイツ潜水艦・初代)

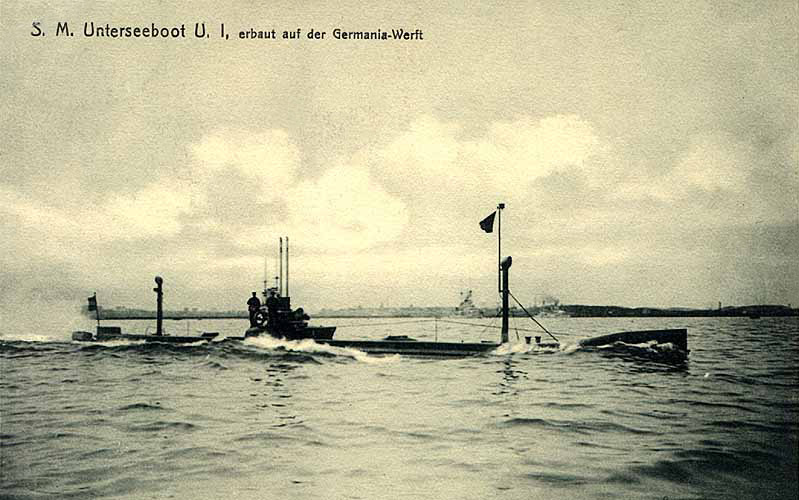
SM U 1

U1はドイツ帝国海軍がかつて運用した潜水艦。同海軍が正式に採用した最初の艦として知られ、同型艦はない。建造はドイッチェヴェルフト社が行った。
ゲルマニア社はロシア帝国海軍からカールプ級潜水艦の建造を請け負っており、設計はカールプ級をベースにドイツ帝国海軍の要求に基づく改正を加えたものとなっている。諸元はホランド級などの諸外国潜水艦と同程度だが、半複殻式形状の採用などにより燃料搭載量が多く、また凌波性と浮力を考慮した艦首形状も相まって、水上での航続力や航洋性では優っていた。
1904年に発注され、1906年起工、同年に竣工しドイツ海軍に引き渡される。就役後は潜水艦という兵器の能力を評価するための各種試験に用いられ、期待以上の性能を発揮して有効性を示した。1919年除籍。現在、ドイツ海軍初の潜水艦としてドイツ博物館で展示されている。

## 主要諸元
- 全長:42.39m[1]
- 全幅:3.75m[1]
- 喫水:3.17m[1]
- 排水量(水上/水中):238t/283t[1]
- 速度(水上/水中):10.8kt/8.7kt[1]
- 水上航続距離:1,500海里/10.0kt[1]
- 水中航続距離:50海里/5.0kt[1]
- 兵装:45cm魚雷発射管×1(魚雷×3)[1]
- 乗員:12名（士官2名）、後に22名（士官3名）[1]